# Constante de Mills
En mathématiques, la constante de Mills est définie comme étant le plus petit nombre réel A tel que la partie entière de A3n soit un nombre premier, pour tout entier n strictement positif. Sous l'hypothèse de Riemann,

## Théorème de Mills
Il existe un nombre réel A, la constante de Mills, tel que, pour tout entier n > 0, la partie entière de A3n soit un nombre premier.
Ce théorème a été démontré en 1947 par le mathématicien William H. Mills ; par la suite, plusieurs mathématiciens ont calculé le plus petit A convenable en supposant qu’il y a toujours un nombre premier entre deux cubes consécutifs, ce qui est une conséquence de l'hypothèse de Riemann. 

## Nombres premiers de Mills
Les nombres premiers générés par la constante de Mills sont appelés les nombres premiers de Mills. Si l'hypothèse de Riemann est vraie, cette suite (fn) est :
2, 11, 1 361, 2 521 008 887, 16 022 236 204 009 818 131 831 320 183, etc. (suite A051254 de l'OEIS),
ou encore : fn+1 = fn3 + bn où la suite (bn) est :
3, 30, 6, 80, 12, 450, 894, 3 636, 70 756, 97 220, 66 768, 300 840, etc. (suite  A108739).

## Plancher et plafond
Une analogue de la formule de Mills peut être obtenue en remplaçant la fonction plancher par la fonction plafond. En effet, Tóth  a montré en 2017 que la fonction définie par
{\displaystyle \lceil A^{r^{n}}\rceil }
est également génératrice de nombres premiers pour {\displaystyle r>2,106\ldots }. Pour le cas {\displaystyle r=3}, la valeur de la constante {\displaystyle A} commence par 1,24055470525201424067... Les nombres premiers générés sont alors:
{\displaystyle 2,7,337,38272739,56062005704198360319209,176199995814327287356671209104585864397055039072110696028654438846269,\ldots }